# Dislokation (medicin)
Dislokation, luxation eller urledvridning avser inom medicinsk vetenskap ett tillstånd som innebär att benen i en led förskjutits, vilket försätter leden ur led. Dislokation orsakas ofta av yttre påverkan/skada (medicinskt trauma).
Vid luxation har ledytorna ingen kontakt med varandra, men vid subluxation har ledytorna fortfarande viss kontakt med varandra.
Luxation brukar ge skada på ledkapsel och ledband och blödning i leden. Hos en del kan en viss led, ofta axelleden, drabbas av återkommande luxationer redan vid obetydligt våld (habituell luxation).